# Diocese de Palayamkottai
A Diocese de Palayamkottai (em latim: Dioecesis Palayamkottaiensis) é uma diocese localizada no município de Palayamkottai, no estado de Tâmil Nadu, pertencente a Arquidiocese de Madurai na Índia. Foi fundada em 17 de maio de 1973 pelo Papa Paulo VI. Com uma população católica de 135.257 habitantes, sendo 3,9% da população total, possui 56 paróquias com dados de 2020.

## História
Em 17 de maio de 1973 o Papa Paulo VI cria a Diocese de Palayamkottai através do território da Arquidiocese de Madurai.

## Lista de bispos
A seguir uma lista de bispos desde a criação da diocese em 1973.
|                                           | Nome                            | Período                 | Notas                        |
| Bispos de Palayamkottai                   | Bispos de Palayamkottai         | Bispos de Palayamkottai | Bispos de Palayamkottai      |
| ----------------------------------------- | ------------------------------- | ----------------------- | ---------------------------- |
| 3º                                        | Antonysamy Savarimuthu          | 2019 - 2025             | Nomeado Arcebispo de Madurai |
| 2º                                        | Arochiasamy Jude Gerald Paulraj | 2000 - 2018             | Bispo emérito dessa diocese  |
| 1º                                        | Savarinathen Iruthayaraj        | 1973 - 1999             |                              |
| Administrador apostólico de Palayamkottai |                                 |                         |                              |
| 1º                                        | Antony Pappusamy                | 2018 - 2019             |                              |